# Le Baiser (Hayez)
Pour les articles homonymes, voir Le Baiser.
Le Baiser  est un tableau du peintre italien Francesco Hayez datant de 1859. Cette huile sur toile représente un couple échangeant un baiser, dans une composition en clair obscur et dans le style troubadour.
Elle est conservée à Milan à la pinacothèque de Brera. Cette peinture devient à son époque un symbole du romantisme italien, elle est souvent interprétée comme porteuse de l'esprit du Risorgimento, période qui aboutit à l'unification de l'Italie.

## Description
|                              |  |                                                           |
| Le Baiser, détail du couple. |  | Le Baiser, détail de la silhouette descendant l'escalier. |

Cette peinture représente un couple, habillé comme au Moyen Âge, qui échange un baiser. L'homme, capé de marron, et la femme, en robe bleue, se tiennent au pied d'un escalier. Sur la première marche, l'homme a posé son pied. À gauche, on peut voir une ouverture qui mène à l'étage inférieur et dans le contrejour, on distingue une silhouette descendant l'escalier. Le couple est au centre de la composition : le visage de l'homme est caché, celui de la femme l'est un peu moins, mais on distingue bien que les lèvres se touchent. L'homme pose sa main sur la joue de la femme.

## La commande et les versions
Ce tableau est une commande du comte Alfonso Visconti di Saliceto, fervent militant de l'unification italienne. Il est présenté à l'Académie des beaux-arts de Brera le 9 septembre 1859, et est ensuite donné par le comte à cette institution.
Il existe trois autres versions de ce tableau dont deux ont été localisées : la version de 1861 diffère, la robe de la femme est en blanc, elle est une commande du banquier milanais Giulio Mylius (1835-1914), et a été vendue chez Sotheby's en 2008. La version de 1867 était destinée à représenter le peintre au pavillon italien de l'Exposition universelle de 1867 à Paris, et là aussi, elle diffère, un voile blanc repose sur les marches de l'escalier ; achetée par le duc Vladimir Alexandrovitch de Russie, elle a été vendue chez Christie's New York en 2016, estimée à plus de 900 000 €. La dernière version est une aquarelle de plus petite dimension, peinte par Hayez pour l'offrir à sa chère amie Giuseppina Negroni Prati Morosini. L'œuvre est mentionnée pour la première fois dans la collection des héritiers de Vincenzo Negroni Prati Morosini en 1962 et la même année, elle entre dans les collections de la Pinacothèque Ambrosienne de Milan, avec quatre portraits de la même famille exécutés par Hayez lui-même, dont celui de Giuseppina Negroni Prati Morosini.
Par ailleurs, ce tableau s'inscrit dans la lignée du Dernier Baiser de Roméo et Juliette, peint par Hayez en 1823 (Tremezzo, Villa Carlotta).

## Contexte historique
Ce tableau survient dix ans après l'échec de la première guerre d'indépendance italienne. Politiquement, les élites italiennes investissent les idéaux du romantisme, forgeant leurs propres visions, inspirées par les Français, et galvanisées par les promesses de Napoléon III. Le 26 avril 1859 marque le début de la deuxième guerre d'indépendance italienne, qui mène à l'unification et à la proclamation du royaume d'Italie le 17 mars 1861.

## Interprétation

### Un symbole du romantisme italien
Cette peinture est considérée comme un symbole fort du romantisme italien : portraitiste qui maîtrise parfaitement les codes de la peinture néo-classique (anatomie, éclairage, lignes nettes, contrastes), Hayez puise ici son inspiration dans les imaginaires du Moyen Âge, une réinterprétation que de nombreux artistes exploitaient à cette époque, et que la critique appela le style troubadour. Mais c'est sur le plan de la licence, un baiser sur la bouche, que ce tableau exprime et qui va frapper les spectateurs de l'époque : le pays est profondément catholique, et cette figuration, même en clair obscur, transgresse les codes de la bienséance alors en vigueur. Ce tableau peut donc être vu comme une forme de libération, un défi aux conventions.

### Une allégorie du Risorgimento
Dans un angle de lecture plus profond, cette toile tend à représenter l'esprit du Risorgimento, dans une note très patriotique. Elle offre une célébration de l'ardeur impétueuse de la jeunesse, sublimée magistralement comme amour de la patrie et l'engagement politico-militaire. C'est dans cette atmosphère que le couple d'Hayez devient l'effigie, la personnification de l'Italie unifiée : « Sa peau (à la jeune femme) est la peau de l'Italie entière. Son corps représente la nation. Sa bouche est le point d'Union. Il n'y a pas de séparation, il n'y a pas de contraste entre la femme et la patrie ». Cette peinture, finalement, incarne les idéaux romantiques, nationalistes et patriotiques du Ripour l'exil, embrassant pour une dernière fois sa bien-aimée.

### Une allégorie de l'alliance entre la France et l'Italie

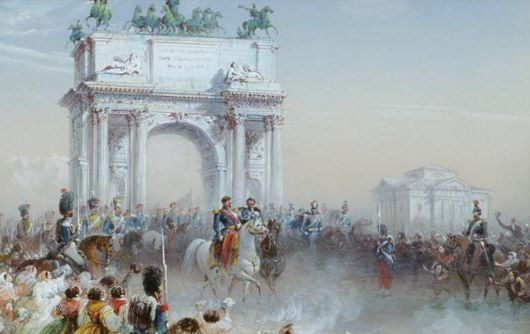
Anonyme (XIXe siècle), Entrée triomphale de Victor-Emmanuel II et Napoléon III à Milan le 8 juin 1859 sous l'Arco della Pace, localisation inconnue.

Mais cette toile véhicule d'autres messages et symboles allégoriques, reconnaissables grâce à la gamme chromatique du tableau. Ce baiser semble représenter en effet à travers les vêtements des personnages l'alliance de 1859 entre la France et l'Italie. La robe bleu pâle et la manche blanche de la jeune fille, ainsi que le pantalon rouge du jeune homme représentent la France, tandis qu'une petite touche de vert sur le manteau de l'homme, associée également au blanc de la manche de la robe et au pantalon rouge, paraissent personnifier l'Italie[réf. nécessaire].

## Héritage et anecdotes
Le Baiser a joui d'une extrême notoriété et popularité de sa première exposition à aujourd'hui, surtout en Italie, et a été le sujet de nombreux commentaires. Sans doute reproduit par les périodiques et les marchands d'estampes, il figure par exemple sous la forme d'une gravure peinte dans le décor d'une scène intime réalisée par l'artiste italien Gerolamo Induno, et intitulée Triste presentimento (1862).
Dans les années 1920, le directeur artistique de la maison Perugina, une des plus grandes chocolateries italiennes, a reproduit le tableau sur les couvercles d'une gamme de boîte de chocolats appelée Baci.
En 1954, le réalisateur italien Luchino Visconti s'est inspiré de ce tableau pour la composition d'une scène de son film Senso, le baiser entre Alida Valli et Farley Granger, à la Villa di Aldeno.